# 倭非洲脂鯉
倭非洲脂鯉（学名：Brycinus humilis）為輻鰭魚綱脂鯉目脂鯉亞目鮭脂鯉科的其中一種，為熱帶淡水魚，分布於非洲寬扎河、庫邦河、庫內內河、奧塔萬戈河等流域，體長可達7公分，棲息在底中層水域，生活習性不明。
种加名 humilis 意为“矮小的”。